# 鄭省英
鄭省英（ていしょうえい、生年不詳－没年不詳）は台湾鄭氏政権での鄭成功のいとこ。
鄭省英は鄭成功の従弟として鄭成功軍を率いていた1650年代末、廈門が清軍に奪われたが、鄭成功は鄭省英の責任を不問とし、1661年の台湾攻略では再び部将として従軍している。初代承天府府尹の楊朝棟が軍糧横領により誅殺されると、第二代承天府府尹に任じられた。1662年に鄭成功が死去した後は、鄭経及び鄭克塽を補佐している。
なお、いとこの鄭成功は、彼自身の目標である「反清復明」を果たす事無く死去し、また台湾と関連していた時期も短かったが、台湾独自の政権を打ち立てて台湾開発を促進する基礎を築いたこともまた事実である為、鄭成功は今日では台湾人の精神的支柱（開発始祖、「ピルグリム・ファーザーズ」）として社会的に極めて高い地位を占めている。